# Hervormde kerk (Kattendijke)
De Hervormde kerk is de protestantse kerk van Kattendijke, gelegen aan Dorpsstraat 53.

## Geschiedenis
Deze kerk staat op een terp. De huidige kerk stamt oorspronkelijk vanuit begin van de 15e eeuw, maar er werd heel veel aan gesloopt en bijgebouwd. Zo werd in 1630 de toren bijgebouwd, en werd in 1768 het koor afgebroken.
In 1955 werd de kerk gerestaureerd. Er werd toen een consistorie aangebouwd en de pleisterlaag werd verwijderd, zodat de baksteen weer aan het licht kwam.

## Gebouw
Het betreft een eenbeukig gotisch bouwwerk onder zadeldak. Aan de zuidzijde is een ingangsportaal. De achtkante toren is versierd met natuurstenen banden en blokken en wordt gedekt door een houten lantaarn en een peervormige spits.